# پن مار (پنسیلوانیا)
پن مار (به انگلیسی: Pen Mar) یک منطقهٔ مسکونی در ایالات متحده آمریکا است که در شهرستان فرانکلین، پنسیلوانیا واقع شده است. پن مار ۱٫۹۳ کیلومتر مربع مساحت و ۹۲۹ نفر جمعیت دارد و ۳۷۹٫۷۹ متر بالاتر از سطح دریا واقع شده است.